# روی ادان
روی ادان (عبری: רועי עידן‎ نوامبر ۱۹۷۸–۷ اکتبر ۲۰۲۳) یک عکاس روزنامه‌نگار اسرائیلی بود که برای وای‌نت و یدیعوت اخرونوت کار می‌کرد که توسط شبه نظامیان حماس در کشتار کفار عزه کشته شد.
در ۷ اکتبر ۲۰۲۳، شبه نظامیان حماس به خانه او در کفار عزه نفوذ کردند. همسر ادان به ضرب گلوله کشته شد و دختر ۳ ساله آنها ربوده و به نوار غزه منتقل شد. دو کودک بزرگتر که در کمد پنهان شده بودند پیدا شدند. ادان مفقود شده بود تا اینکه ده روز بعد جسدش شناسایی شد. او ۴۵ سال داشت.